# Pasywacja

Mechanizm pasywacji w przypadku stali chromowej.

Pasywacja – proces, w którym substancja aktywna chemicznie w danym środowisku wytwarza na swojej powierzchni powłokę pasywną, utworzoną w wyniku reakcji chemicznej tej substancji z otoczeniem. O pasywacji mowa jest wtedy, gdy powłoka ta jest całkowicie odporna na dalsze reakcje z tym środowiskiem i jednocześnie na tyle szczelna, że stanowi barierę ochronną dla substancji, którą otacza. Jeżeli warstwa pasywna ulegnie zniszczeniu w sposób mechaniczny lub chemiczny, obiekt w miejscu uszkodzonym traci swoją odporność (do momentu ponownej pasywacji).
Proces pasywacji odnosi się zasadniczo do metali. Może być procesem naturalnym, wynikającym z właściwości metalu w danym środowisku, lub też może być procesem sztucznie wywołanym przez człowieka (tworzy się warstwę pasywną składającą się z tlenków, głównie tlenków chromu). Nie wszystkie metale ulegają naturalnej pasywacji, a ponadto pasywacja ta przebiega odmiennie dla różnych środowisk.
Przykładem naturalnej pasywacji może być odporność na czynniki atmosferyczne niektórych metali niebędących metalami szlachetnymi np. wytworzenie się patyny na powłoce miedzianej. Zjawisko pasywacji znalazło również zastosowanie przy przewożeniu stężonego kwasu azotowego w cysternach wykonanych z aluminium. Metal ten reaguje ze stężonym kwasem azotowym, tworząc powłokę – barierę ochronną – która uniemożliwia dalszą reakcję, ale nie wpływa na właściwości fizyczne ani chemiczne kwasu.